# Anastasios Peponis
Anastasios Peponis, gr. Αναστάσιος Πεπονής (ur. 1 stycznia 1924 w Atenach, zm. 8 sierpnia 2011) – grecki polityk i prawnik, wieloletni parlamentarzysta krajowy, eurodeputowany, od 1981 do 1996 (z przerwami) minister w różnych resortach.

## Życiorys
Jego ojciec był żołnierzem i prokuratorem wojskowym, oskarżającym m.in. w procesie sześciu (dotyczącym odpowiedzialności za wojnę z Turcją). Ukończył studia prawnicze na Uniwersytecie Narodowym im. Kapodistriasa w Atenach, następnie pracował jako adwokat i dziennikarz radiowy. Zasiadał w radach nadzorczych podmiotów państwowych i banków (m.in. Narodowego Banku Grecji), od 1963 do 1965 kierował publicznym nadawcą radiowym EIR. Opublikował łącznie osiem książek dotyczących m.in. historii i wspomnień.
Podczas II wojny światowej działał w ruchu oporu w ramach organizacji młodzieżowych i akademickich. Został skazany przez sąd wojskowy na karę więzienia, później otrzymał amnestię, jednak aresztowano go jeszcze dwukrotnie. Od 1950 do 1952 był sekretarzem generalnym i szefem młodzieżówki partii Narodowa Progresywna Unia Centrum (EPEK), współpracował z jej liderem Nikolaosem Plastirasem. W okresie junty czarnych pułkowników działał w opozycji, był aresztowany pięciokrotnie, trzymany w odosobnieniu i dwukrotnie deportowany.
Wstąpił do Ogólnogreckiego Ruchu Socjalistycznego. W latach 1977–2000 zasiadał w Parlamencie Hellenów ośmiu kadencji z okręgu Ateny A. Od 1 stycznia do 18 października 1981 wykonywał mandat posła do Parlamentu Europejskiego w ramach delegacji krajowej. Przystąpił do Grupy Socjalistów, należał do Komisji ds. Polityki Regionalnej i Planowania Regionalnego. Następnie w kolejnych rządach (Andreasa Papandreu poza ostatnią funkcją) pełnił funkcje ministra: przemysłu i energii (1981–1986), bez teki (1984), przemysłu, energii i technologii (1986–1989; jednocześnie od marca do lipca 1989 ministra przy premierze), ponownie szefa resortu przemysłu energii i technologii (1989–1990), ministra przy premierze (1993–1994), sprawiedliwości (1995), przemysłu energii i technologii (1995–1996) oraz zdrowia i opieki społecznej (1996).